# Pennedepie
Pennedepie és un municipi francès situat al departament de Calvados i a la regió de Normandia. L'any 2007 tenia 319 habitants.

## Demografia

### Població
El 2007 la població de fet de Pennedepie era de 319 persones. Hi havia 126 famílies de les quals 36 eren unipersonals (24 homes vivint sols i 12 dones vivint soles), 35 parelles sense fills, 51 parelles amb fills i 4 famílies monoparentals amb fills.
La població ha evolucionat segons el següent gràfic:
Habitants censats

### Habitatges
El 2007 hi havia 186 habitatges, 130 eren l'habitatge principal de la família, 47 eren segones residències i 9 estaven desocupats. 172 eren cases i 12 eren apartaments. Dels 130 habitatges principals, 78 estaven ocupats pels seus propietaris, 43 estaven llogats i ocupats pels llogaters i 9 estaven cedits a títol gratuït; 1 tenia una cambra, 8 en tenien dues, 25 en tenien tres, 28 en tenien quatre i 69 en tenien cinc o més. 113 habitatges disposaven pel capbaix d'una plaça de pàrquing. A 60 habitatges hi havia un automòbil i a 66 n'hi havia dos o més.

### Piràmide de població
La piràmide de població per edats i sexe el 2009 era:
| Homes | Edats   | Dones |
| ----- | ------- | ----- |
| 0     | 95 o +  | 0     |
| 0     | 90 a 94 | 0     |
| 0     | 85 a 89 | 4     |
| 0     | 80 a 84 | 4     |
| 0     | 75 a 79 | 4     |
| 16    | 70 a 74 | 0     |
| 12    | 65 a 69 | 4     |
| 0     | 60 a 64 | 8     |
| 0     | 55 a 59 | 16    |
| 16    | 50 a 54 | 12    |
| 24    | 45 a 49 | 24    |
| 4     | 40 a 44 | 0     |
| 4     | 35 a 39 | 8     |
| 16    | 30 a 34 | 8     |
| 8     | 25 a 29 | 20    |
| 12    | 20 a 24 | 12    |
| 4     | 15 a 19 | 8     |
| 0     | 10 a 14 | 4     |
| 0     | 5 a 9   | 8     |
| 4     | 0 a 4   | 12    |

## Economia
El 2007 la població en edat de treballar era de 200 persones, 138 eren actives i 62 eren inactives. De les 138 persones actives 131 estaven ocupades (76 homes i 55 dones) i 7 estaven aturades (2 homes i 5 dones). De les 62 persones inactives 26 estaven jubilades, 17 estaven estudiant i 19 estaven classificades com a «altres inactius».

### Ingressos
El 2009 a Pennedepie hi havia 130 unitats fiscals que integraven 324,5 persones, la mediana anual d'ingressos fiscals per persona era de 17.409 €.

### Activitats econòmiques
Dels 27 establiments que hi havia el 2007, 2 eren d'empreses alimentàries, 1 d'una empresa de fabricació d'altres productes industrials, 6 d'empreses de construcció, 5 d'empreses de comerç i reparació d'automòbils, 2 d'empreses de transport, 2 d'empreses d'hostatgeria i restauració, 1 d'una empresa financera, 3 d'empreses immobiliàries, 4 d'empreses de serveis i 1 d'una entitat de l'administració pública.
Dels 7 establiments de servei als particulars que hi havia el 2009, 1 era un taller de reparació d'automòbils i de material agrícola, 2 fusteries, 3 lampisteries i 1 restaurant.
L'any 2000 a Pennedepie hi havia 14 explotacions agrícoles que ocupaven un total de 175 hectàrees.

## Poblacions més properes
El següent diagrama mostra les poblacions més properes.